# Jewhen Łemeszko
Jewhen Pyłypowycz Łemeszko, ukr. Євген Пилипович Лемешко, ros. Евгений Филиппович Лемешко, Jewgienij Filippowicz Lemieszko (ur. 11 grudnia 1930 w Mikołajowie, zm. 2 czerwca 2016 w Kijowie) – ukraiński piłkarz, grający na pozycji bramkarza, trener piłkarski.

## Kariera piłkarska

### Kariera klubowa
Wychowanek klubu Sudnobudiwnyk Mikołajów, w którym rozpoczął karierę piłkarską. W 1950 przeszedł najpierw do Łokomotywu Charków, a potem do Dynama Kijów. Zakończył karierę zawodową w Szachtarze Stalino.

## Kariera trenerska
Po zakończeniu kariery zawodniczej rozpoczął pracę trenerską. Najpierw trenował Dynamo Chmielnicki. W lipcu 1966 został wyznaczony na stanowisko głównego trenera Karpat Lwów z którymi pracował do września 1967. W 1968 powrócił do Dynama Chmielnicki. W latach 1971–1974 prowadził Sudnobudiwnyk Mikołajów, a potem w latach 1975–1976 Krystał Chersoń. W 1976 objął stanowisko głównego trenera Metalista Charków. Przez 13 lat pracy w klubie zdobył z nim wiele sukcesów,. W kwietniu 1989 rozpoczął trenować Torpedo Zaporoże, a od maja do czerwca 1993 pełnił obowiązki głównego trenera Nord-AM-Podilla Chmielnicki. Następnie ponownie pracował do końca 1993 z Metalistem Charków.
2 czerwca 2016 zmarł w wieku 86 lat w Kijowie po długiej chorobie i udaru mózgu.

## Sukcesy i odznaczenia

### Sukcesy trenerskie
- zdobywca Pucharu ZSRR: 1988
- mistrz Pierwoj ligi ZSRR: 1981
- mistrz Wtoroj ligi ZSRR: 1978

### Odznaczenia
- tytuł Mistrza Sportu ZSRR: 1959
- tytuł Zasłużonego Trenera Ukrainy: 1980
- Order „Za zasługi” III klasy: 2004[2]